# Hildebrand Hildebrandsson
Hildebrand Hildebrandsson, född 28 februari 1791 på Flerohopps bruk, död 11 juli 1858 i Södertälje, var en svensk militär och tonsättare. 
Hildebrandsson tog hovrättsexamen vid Uppsala universitet 1811, men ingick tre år senare som fänrik vid Värmlands regemente. I denna egenskap var han med om fälttåget mot Norge 1814, och tilldelades tapperhetsmedaljen och utnämndes till adjutant hos dåvarande kronprinsen, sedermera kung Oscar I. Sedan Hildebrandsson tagit avsked ur krigstjänsten bodde han på sin gård Orhem i Brännkyrka socken och dog i Södertälje 1858. Han är begraven på Brännkyrka kyrkas kyrkogård.
Han var en skicklig pianist och musikskriftställare. Bland hans utgivna arbeten märks bland annat Läsning i musikaliska ämnen 1827–1829, som innehåller dels originalartiklar, dels översättningar, en mängd avhandlingar rörande tonkonsten i Ny Tidning för Musik 1853–1857 samt Om kyrkomusiken i Sverige 1857. Dessutom komponerade han åtskilliga i manuskript befintliga sånger, bland annat ett deklamatorium till ord av Karl August Nicander.
Hildebrandsson var bror till arkeologen Bror Emil Hildebrand. Han gifte sig 1833 med Ebba Gustava af Wirsén, med vilken han blev far till meteorologen Hugo Hildebrand Hildebrandsson.